# Randia armata
Randia armata là một loài thực vật có hoa trong họ Thiến thảo. Loài này được (Sw.) DC. miêu tả khoa học đầu tiên năm 1830.